# Kenneth Ring
Kenneth Ring (sinh năm 1936) là nhà tâm lý học người Mỹ, quê quán tại San Francisco, California. Ông là người đồng sáng lập và cựu chủ tịch Hiệp hội Nghiên cứu Cận tử Quốc tế (IANDS) và là biên tập viên sáng lập Tập san Nghiên cứu Cận tử. Ông hiện đang sinh sống ở Kentfield, California.

## Tiểu sử
Trong số những ấn phẩm đầu tiên của ông có cuốn sách nhan đề Methods of Madness: The Mental Hospital as a Last Resort (tạm dịch: Phương pháp điên rồ: Bệnh viện tâm thần như một phương án cuối cùng). Cuốn sách này được phát hành vào năm 1969 và do Benjamin Braginsky và Dorothea Braginsky đồng tác giả. Cuốn Life at Death (tạm dịch: Cuộc sống khi chết) của Ring được William Morrow and Company xuất bản vào năm 1980. Trong cuốn sách này, Ring đã trình bày Chỉ số Trải nghiệm Cốt lõi Quan trọng, một công cụ trắc nghiệm tâm lý được xây dựng để đo lường mức độ sâu sắc của trải nghiệm cận tử. Năm 1984, công ty xuất bản cuốn sách thứ hai của Ring mang tên Heading Toward Omega (tạm dịch: Hướng tới Omega). Cả hai tác phẩm đều đề cập đến trải nghiệm cận tử và cách chúng làm thay đổi cuộc đời con người.
Năm 1992, ông xuất bản cuốn The Omega Project: Human Evolution in an Ecological Age (tạm dịch: Dự án Omega: Sự tiến hóa của loài người trong kỷ nguyên sinh thái), một tác phẩm đề cập đến trải nghiệm cận tử và các cuộc chạm trán với UFO. Năm 1998 chứng kiến việc phát hành cuốn Lessons From the Light. What We Can Learn From the Near-Death Experience (tạm dịch: Bài học từ Ánh sáng. Chúng ta có thể học được gì từ trải nghiệm cận tử), đồng tác giả với Evelyn Elaesser. Cuốn sách đã thảo luận về một loạt hiện tượng huyền bí, bao gồm trải nghiệm ngoài cơ thể, trải nghiệm cận tử của trẻ em, trải nghiệm cận tử ở người mù, cũng như khả năng chữa bệnh và siêu nhiên ở những cận tử nhân. Một bản phát hành đồng tác giả khác xuất hiện vào năm 1999. Lần này Ring hợp tác với Sharon Cooper để phát hành cuốn Mindsight: Near-death and out-of-body experiences in the blind (tạm dịch: Tâm thức: Trải nghiệm cận tử và xuất vía ở người mù). Trong cuốn sách này, Ring và Cooper đã thảo luận về khả năng nhìn thấy và thị kiến của những người mù trải nghiệm cận tử.
Tháng 11 năm 2008, Ring từng đến thăm Israel với tư cách là một phần của phái đoàn hòa bình và sau đó lên tiếng phản đối các cuộc không kích của Israel vào Dải Gaza là hoàn toàn không tương xứng. Kenneth Ring cũng là đồng tác giả cuốn sách Letters from Palestine (2011).